# 宝山街道 (鹤壁市)
宝山街道，是中华人民共和国河南省鹤壁市山城区下辖的一个乡镇级行政单位。

## 行政区划
宝山街道下辖以下地区：
鹿楼社区、故县社区、小庄社区、东爻头社区、陈家湾社区、中爻头社区、寺湾社区、张庄社区、西鹿楼社区、东扒厂村、西扒厂村、南爻村、胡丰村、桐家庄村、后营村和大峪村。